# Putin huilo

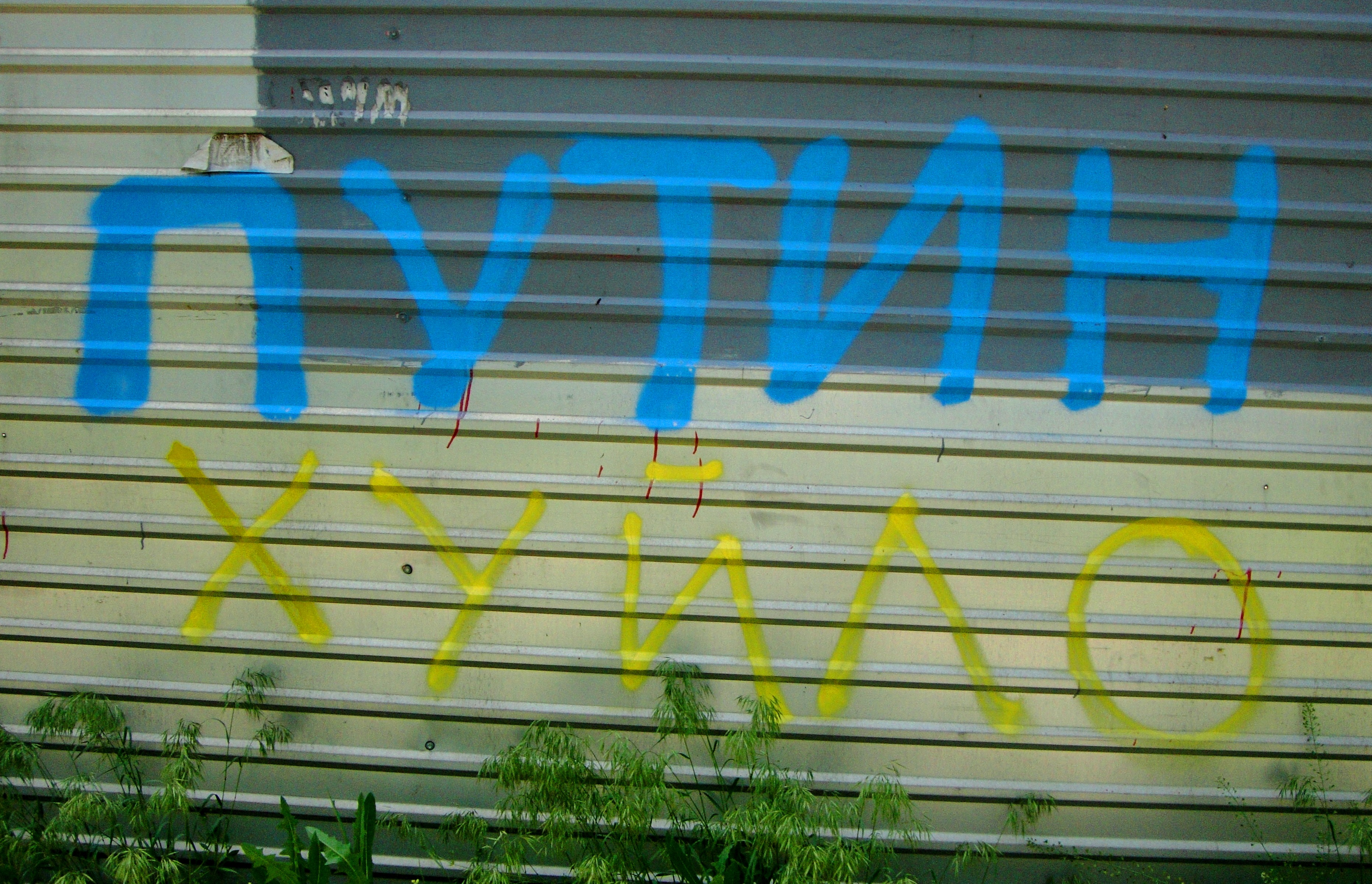
Anti-Putin graffiti i Luhansk år 2014

"Putin huilo!" (ukrainska: Пу́тін - хуйло́, ryska: Пу́тин - хуйло́), på svenska Putin är ett kukhuvud, är en fras som hånar den ryska presidenten Vladimir Putin.
Den har sitt ursprung i Ukraina 2014 som en fotbollssång som först framfördes av fotbollsfan till Metalist Kharkiv och Shaktar Donetsk i mars 2014 vid början av det rysk-ukrainska kriget. Frasen har blivit mycket utbredd i hela Ukraina bland anhängare av ukrainsk suveränitet och territoriell integritet, och, mer allmänt, de som motsätter sig Vladimir Putin i både Ryssland och Ukraina.
År 2022, under Rysslands invasion, tillverkade ukrainare molotovcocktails för att förstöra de ryska militärfordon som trängt in i landet. Etiketterna på flaskorna innehöll samma förolämpning. De flasketiketter, som fick flaskorna att likna vinflaskor, visade en karikatyr av en naken Putin sittandes på en tron, och drycken hade namnet "Putin Huylo". Samma namn och etikett används även för ett ukrainskt öl.